# オラー試薬
オラー試薬（オラーしやく、英: Olah's reagent）は、求核的フッ素化試薬の一つである。70%フッ化水素と30%ピリジンの混合物で構成される。アルコールはこの試薬と反応し、フッ化アルキルを与える。
オラー試薬は、安定化され揮発性が小さいフッ化水素として働く。ステロイドのフッ素化やペプチドの脱保護で用いられている。フッ化水素の代わりには三フッ化N,N-ジエチルアミノ硫黄 (DAST) といったいくつかのフッ素化試薬を使うことができる。